# 火炬手 (小品)
《火炬手》为赵本山、宋丹丹及刘流2008年春节联欢晚会上所表演的一段小品，为《策划》续集，作者徐正超，导演高大宽。

## 包袱
- 奥运火炬手的腿是“火腿”
- 中国式英语：茶叶的英语怎么说？宋：tea！绿茶？赵：绿tea
- 什么运动让人看着揪心？宋：足球！什么运动看着更揪心？宋：中国足球
- 姓齐网友想给儿子起个好听的名字，赵：齐得龙。刘：文雅但不响亮。 宋：齐东强。 刘：响亮但不文雅。 赵：齐得龙东强
- 赵本山将打太极释义为打麻将自摸
- 感谢TV
- 喝水、闭嘴、揉腿，亲一口老鬼

## 白云黑土系列前三部
- 昨天 今天 明天
- 说事儿
- 策划